# Nikola Rosić
Nikola Rosić (serbisch-kyrillisch Никола Росић; * 5. August 1984 in Belgrad, Jugoslawien) ist ein serbischer Volleyballspieler.

## Karriere
Rosić begann 1994 seine Volleyball-Karriere, wobei ihm seine Mutter als Vorbild diente. Von 1999 bis 2004 spielte er in seiner Heimatstadt bei OK Partizan Belgrad. Anschließend wechselte er zum montenegrinischen Verein OK Budvanska Rivijera. 2006 verpflichtete der deutsche Bundesligist Moerser SC den Libero und erreichte mit ihm das Finale im DVV-Pokal. Zwei Jahre später erreichte Moers erneut das Endspiel im Gerry-Weber-Stadion, doch Rosić musste diesmal verletzt zusehen. Anschließend wechselte er zum VfB Friedrichshafen, mit dem er 2010 und 2011 die deutsche Meisterschaft sowie 2012 den DVV-Pokal gewann. 2013 ging Rosić in die Schweiz zu Pallavolo Lugano und 2014 nach Rumänien zu CVM Tomis Constanța.
Mit der serbischen Nationalmannschaft feierte Rosić ebenfalls einige Erfolge. In der Weltliga 2009 erreichte die Mannschaft das Endspiel und im gleichen Wettbewerb 2010 den dritten Platz. Für den Libero war es bereits die fünfte Teilnahme. Bronze gab es im gleichen Jahr auch bei der Weltmeisterschaft in Italien, als Serbien das Halbfinale gegen Kuba knapp verlor und anschließend die Gastgeber besiegte. Bei der Europameisterschaft 2011 gewann Serbien mit Rosić durch einen erneuten Sieg gegen Italien den Titel. Bei den Olympischen Spielen 2012 in London und bei der Weltmeisterschaft 2014 in Polen belegte Rosić mit der Nationalmannschaft jeweils Platz neun.